# 噬菌体

一个典型的噬菌体结构

噬菌体（英語：bacteriophage）是一种专性感染细菌和古菌的病毒。其命名是由希腊语词汇“吞噬”（φαγεῖν）的首字母開始，然後加上一組序號。跟其他病毒一樣，噬菌体无细胞结构，主要由蛋白质构成的衣壳和包含于其中的遗传物质核酸构成。大部分噬菌體還長有「尾巴」，用來將遺傳物質注入宿主體內。超過95%已知的噬菌體以雙螺旋結構的DNA為遺傳物質，長度由5,000個碱基对到5,000,000個碱基对不等；餘下的5%以RNA為遺傳物質。正是通過對噬菌體的研究，科學家證實基因以DNA為載體。（见赫希-蔡斯实验）整個噬菌體的長度由20納米到200納米不等。它們的基因組可含有少至四個、多至數百個基因。在注射其基因組進入細胞質後，噬菌體在細菌內複製。
噬菌體是在生物圈中最常見的和多樣化的實體。噬菌體經常伴隨着細菌，在一些充滿細菌群落的地方，如：泥土、動物的內臟裡，都可以找到噬菌體的蹤影。目前世上蘊含最豐富噬菌體的地方就是海水。在海中，平均每毫升的海水即含有9×108個病毒粒子（virions），並使海水中70%的細菌受到噬菌體的感染。
在蘇聯、中歐和法國，噬菌體都曾用作抗生素的替代品，作為醫療用品的時間超過90年。噬菌體治療已經被更多國家接受，它們被用作許多具有多重耐藥性的细菌的治疗。

## 繁殖

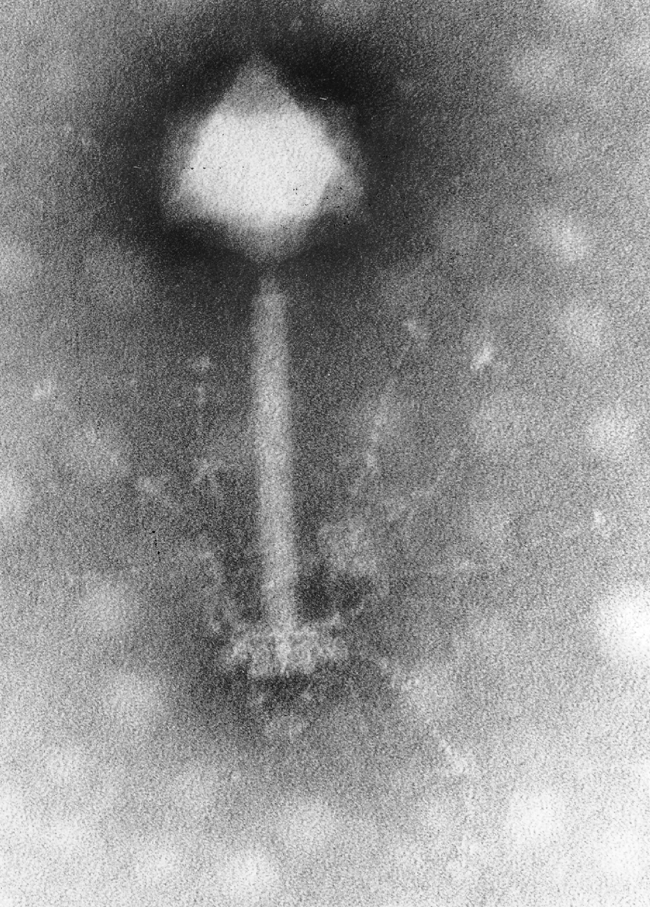
於電子顯微鏡下的噬菌体。

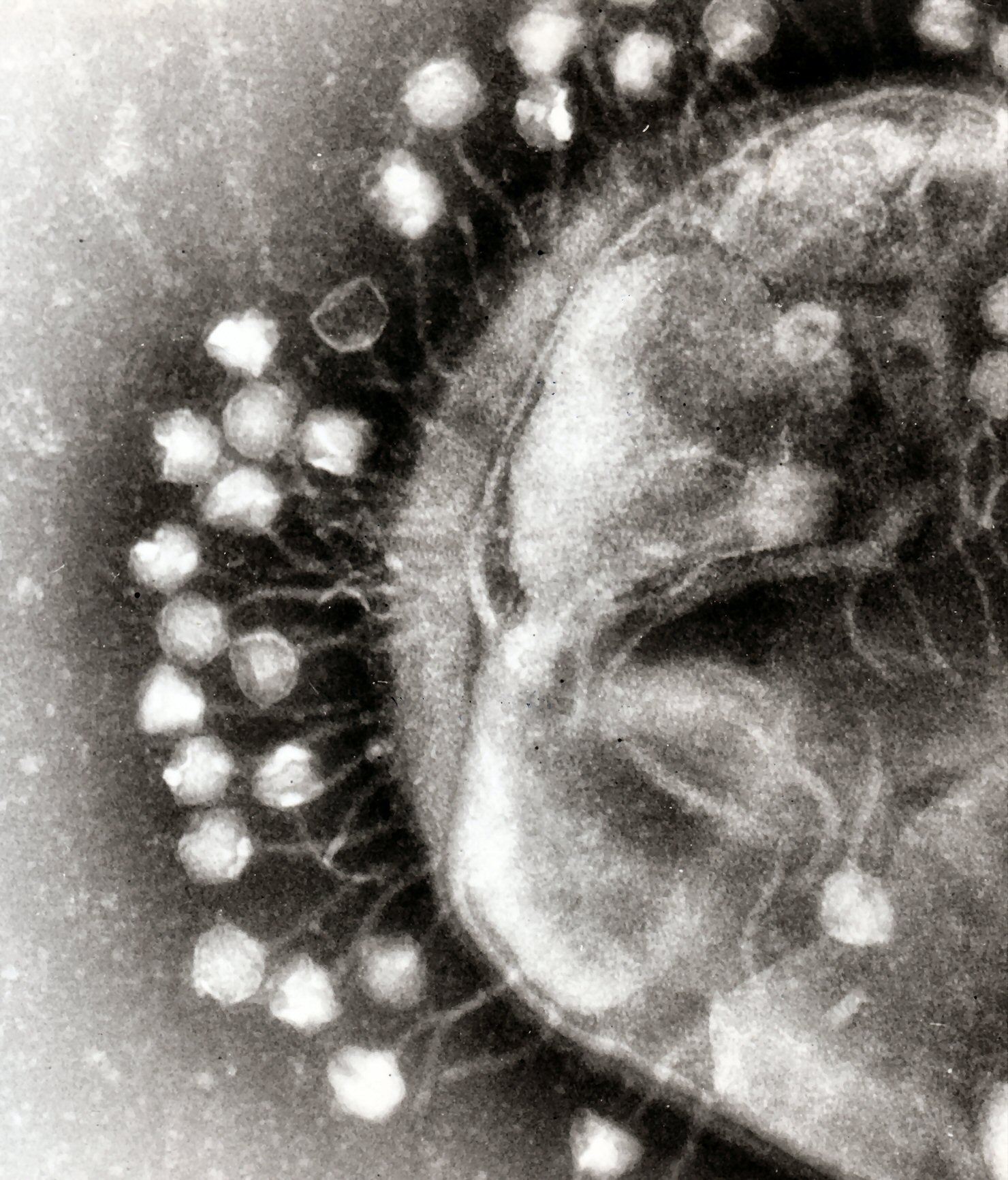
被噬菌体吸附的細菌。

### 吸附
噬菌体吸附蛋白与宿主表面受体蛋白發生特异性结合的过程。

#### 噬菌体吸附蛋白
噬菌体通常吸附蛋白或衣壳的组成部分。

#### 噬菌体细胞受体
噬菌体细胞受体是指在宿主细胞表面，存在着某些可被噬菌体吸附蛋白所识别，并与之特异性结合的正常生理功能物质。不同噬菌体其细胞受体各不相同，有的在细胞壁上，有的则在荚膜上、鞭毛上或性菌毛上，例如T3、T4和T7等噬菌体，其细胞受体是脂多糖，T2和T6噬菌体的受体是脂蛋白，枯草杆菌噬菌体SP-50的受体是磷酸壁。

#### 噬菌体的吸附反应
噬菌体的吸附蛋白与细胞受体之间的吸附反应受许多因素的影响，例如病毒的数量、不同离子和离子浓度、温度、pH等环境因素的影响。

### 侵入
T偶数噬菌体通过注射方式将其DNA注入宿主细胞中。例如T4噬菌体完成吸附后尾鞘收缩，尾管插入到细胞壁和膜中，尾管携带的溶菌酶溶解细胞壁中的肽聚糖，头部核酸通过尾管注入到细胞中，衣壳则留在胞外。

### 噬菌体大分子的生物合成

#### 早期
噬菌体基因的转录具有明显的时序性，由噬菌体早期基因产生早期mRNA的过程称为早期转录，由此轉译所产生的蛋白质称为早期蛋白质，主要参与病毒的次早期或晚期转录、病毒基因组复制及抑制宿主的生物大分子合成。

#### 中期
由噬菌体的次早期基因产生中期mRNA的过程称为中期转录，由此轉译来的蛋白质称为中期蛋白质。

#### 晚期
在噬菌体DNA复制开始或复制后所进行的转录称为晚期转录，所轉译的蛋白质称为晚期蛋白质，它们主要是病毒的结构蛋白和装配蛋白。

### 装配

一个典型的尾式噬菌体结构图

以T4噬菌体为例：
1. 头部装配，先形成空壳，再装入DNA。
2. 尾部装配，基板装上尾管，再装上尾鞘。
3. 头与尾结合
4. 上部颗粒与尾丝相连

### 释放
大多数噬菌体以裂解细胞的方式被释放至胞外，溶菌酶水解细胞壁，脂肪酶水解细胞膜，细胞裂解，释放子代噬菌体粒子（即病毒粒子）。丝状噬菌体则以分泌方式从受染细胞中释放出来，它不裂解和杀死宿主细胞，不妨碍宿主细胞，但宿主细胞的生长速度却大大降低。

### 生长曲线
一步生长曲线（one-step growth curve）是一条定量描述烈性噬菌体的增殖曲线。通常以感染时间为横坐标，以噬菌体效价（侵染性噬菌体数/ml样品）为纵坐标画出的曲线。分潜伏期和裂解期。

#### 潜伏期
潜伏期是指噬菌体粒子从吸附到受感染宿主细胞释放子代噬菌体所需的最短時間。

#### 裂解期
在潜伏期后，宿主细胞迅速裂解，并释放大量子代噬菌体。故在此期细胞裂解液中噬菌体数目急剧增加。

## 類型

### 烈性噬菌体
凡在宿主细胞内能够完成增殖过程，产生并释放大量子代噬菌体，此类噬菌体被称为烈性噬菌体（virulent phage）

### 温和噬菌体
温和噬菌体在吸附和侵入宿主细胞后，将噬菌体基因组整合在宿主细胞DNA上（或以质粒形式储存在细胞内），随宿主DNA复制而同步复制，随宿主细胞分裂而传递到两个子细胞中，宿主细胞可正常繁殖，以上过程称为“溶源周期”。但在一定条件下，噬菌体基因组可进行复制，产生并释放子代噬菌体，即“裂解周期”。因此温和噬菌体既能进行溶源循环，还能进行裂解循环。

## 典型例子
下面的噬菌體被廣泛的研究：
- 腸桿菌噬菌體T2（Enterobacteria phage T2）
- 腸桿菌噬菌體T4（Enterobacteria phage T4，169 kbp 基因組[6]，200 nm 長[來源請求]）
- T7噬菌體（T7 phage）
- T12噬菌體（T12 phage）
- M13噬菌体
- 埃希氏菌屬病毒HK97

### 引用
1. ↑  Grath, Stephen Mc. . Douwe Van Sinderen. Norfolk: Caister Academic Press. 2007. ISBN 978-1-904455-14-1.
2. ↑  Wommack, K. Eric; Colwell, Rita R. . Microbiology and Molecular Biology Reviews. 2000-03, 64 (1): 69-114  [2025-02-06]. ISSN 1092-2172. PMC 98987 . PMID 10704475. doi:10.1128/MMBR.64.1.69-114.2000. （原始内容存档于2024-12-17） （英语）.
3. ↑  Prescott, Lansing M.; Harley, John P.; Klein, Donald A.  2nd. Dubuque, Iowa: Wm. C. Brown Publ. 1993. ISBN 978-0-697-01372-9.
4. ↑  英国广播公司 地平线系列（1997年）：The Virus that Cures，一部关于噬菌体药物的纪录片
5. ↑  Keen, Eric C. . Frontiers in Microbiology. 2012, 3. ISSN 1664-302X. PMC 3400130 . PMID 22833738. doi:10.3389/fmicb.2012.00238.
6. ↑  Miller, Eric S.; Kutter, Elizabeth; Mosig, Gisela; Arisaka, Fumio; Kunisawa, Takashi; Rüger, Wolfgang. . Microbiology and Molecular Biology Reviews. 2003-03, 67 (1): 86-156  [2025-02-06]. ISSN 1092-2172. PMC 150520 . PMID 12626685. doi:10.1128/MMBR.67.1.86-156.2003. （原始内容存档于2024-12-13） （英语）.

## 参閲
- 噬菌體治療：一種由蘇聯科學家開發出來的治病方式，因為當時西方醫學界的最新款藥物都不能進口到共产主义国家，使他們開發出這門科學，目前西方醫學界已經有越來越多的醫師接受此療法。
- 核糖核酸病毒
- 去氧核糖核酸病毒
- 噬菌體生態學（英语：Phage ecology）
- 噬菌體專著（英语：Phage monographs）
- 轉導（transduction）
- 原噬菌体（prophage）
- 搶救丘財康

## 外部連結
- （英文）噬菌體瞄準攻擊大腸桿菌的動畫
- （英文）Häusler, T. (2006) "Viruses vs. Superbugs", Macmillan
- （英文）Phage.org 關於噬菌體的一般信息
- （英文）噬菌體圖示和基因組學
- （英文）Bacteriophages get a foothold on their prey[]
- （英文）NPR Science Friday podcast, "Using 'Phage' Viruses to Help Fight Infection", April 2008
- （英文）Animation by Hybrid Animation Medical for a T4 Bacteriophage targeting E. coli bacteria.
- （英文）YouTube上的Bacteriophages: What are they. Presentation by Professor Graham Hatfull, University of Pittsburgh